# Zadànie
Zadànie (en rus: Задание) és un poble (un possiólok) de l'óblast de Sverdlovsk, a Rússia, segons el cens del 2010 tenia 22 habitants.